# Ashi-magari
Ashi-magari é um youkai japonês.